# Trubowszczina (obwód wołogodzki)
Trubowszczina (ros. Трубовщина) – wieś w Rosji, w rejonie kiczmiengsko-gorodieckim obwodu wołogodzkiego. W 2010 r. liczyła 15 mieszkańców.